# Schönwalde (Wandlitz)
Schönwalde is een plaats en voormalige gemeente in de Duitse deelstaat Brandenburg en maakt deel uit van de gemeente Wandlitz in het district Barnim.

## Geschiedenis
De toenmalige zelfstandige gemeente werd op 26-10-2003 na een fusie deel van de gemeente Wandlitz.